# Necropsar rodericanus
Necropsar rodericanus là một loài chim trong họ Sturnidae.